# 半球齿缘草
半球齿缘草（学名：Eritrichium hemisphaericum）是紫草科齿缘草属的植物，为中国的特有植物。分布于中国大陆的西藏、青海等地，生长于海拔4,900米至5,750米的地区，见于冲积碎石坡或老火山岩石堆，目前尚未由人工引种栽培。